# Championnats d'Asie d'escalade 2010
Navigation
Édition précédente Édition suivante
Les Championnats d'Asie d'escalade 2010 se sont tenus du 16 au 19 septembre 2010 à Changzhi en Chine.

## Podiums

### Hommes
| Épreuves   | Or                             | Argent                   | Bronze                     |
| ---------- | ------------------------------ | ------------------------ | -------------------------- |
| Difficulté | Corée du Sud Hyunbin Min       | Corée du Sud Sangwon Son | Japon Kazuma Watanabe      |
| Bloc       | Corée du Sud Hyunbin Min       | Japon Tsukuru Hori       | Japon Keita Mogaki         |
| Vitesse    | Kazakhstan Alexandr Nigmatulin | Iran Omid Sheikhbahaei   | Iran Mohsen Mohammadinegad |

### Femmes
| Épreuves   | Or                    | Argent                | Bronze                      |
| ---------- | --------------------- | --------------------- | --------------------------- |
| Difficulté | Corée du Sud Jain Kim | Japon Akiyo Noguchi   | Corée du Sud Woon-Seon Shin |
| Bloc       | Japon Akiyo Noguchi   | Corée du Sud Jain Kim | Corée du Sud Woon-Seon Shin |
| Vitesse    | Chine Cuilian He      | Chine Yang Wang       | Chine Chunhua Li            |